# Jean Ier de Bretagne
Pour les articles homonymes, voir Jean Ier.
Jean Ier le Roux (né en 1217 ou 1218 – mort le 8 octobre 1286, château de L'Isle, à Marzan), fils de Pierre Mauclerc, baillistre de Bretagne et d'Alix de Thouars, fut duc de Bretagne entre 1221 et 1286 et comte de Richmond en 1268.

## Biographie

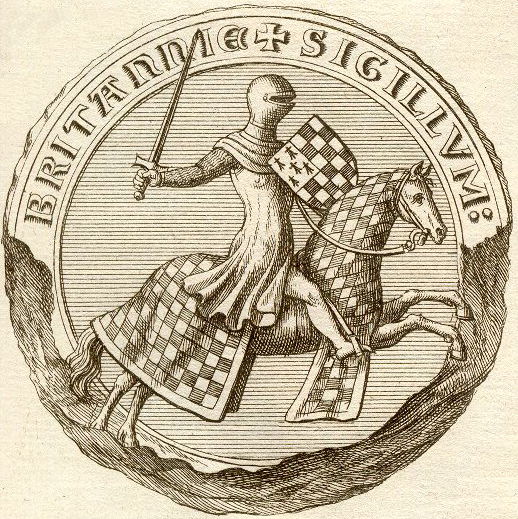
Sceau de Jean Ier de Bretagne.

Jean Ier devint duc de Bretagne en titre en 1221, à la mort de sa mère, mais, comme il était âgé de quatre ans, son père Pierre Mauclerc assure la régence en qualité de baillistre.

### Relations avec la France et l'Angleterre
Jean Ier fait ses premières armes en 1232, son père ayant à réprimer des révoltes de ses barons. En 1237, il prend personnellement le gouvernement du duché et le 16 novembre il rend un hommage lige au roi Louis IX de France, et doit réprimer la révolte d’un de ses vassaux, Pierre de Craon. Le 8 septembre 1241, il est armé chevalier par le roi de France à Melun après avoir renouvelé son serment de fidélité garanti par six barons bretons.
En 1242, quand la guerre reprend contre l'Angleterre il est présent au ban de Chinon. Toutefois du fait de son engagement mesuré dans les hostilités il reçoit néanmoins du roi Henri III d'Angleterre l'expectative du comté de Richmond lorsqu'il met à profit les trêves conclues entre les rois de France et d'Angleterre en 1243 pour négocier en 1245 l'union de son fils et héritier Jean avec Béatrice, la fille du roi anglais.
Jean Ier avait épousé en 1236 Blanche de Navarre, fille de Thibaut IV le Chansonnier, comte de Champagne et roi de Navarre, qui dans le contrat de mariage lui avait assurée comme dot le royaume de Navarre. La naissance d'un héritier masculin d'une seconde union le futur Thibaut II le Jeune remet cet engagement en question. Jean Ier renonce en 1254 à l'expectative de cette succession en faveur de son beau-frère contre une compensation financière annuelle de trois mille livres.
Le 10 avril 1240, lors des états tenus à Ploërmel, le duc bannit les Juifs de Bretagne pour mettre fin à l'usure. Après la conclusion de l'accord franco-anglais de Paris le 28 mars 1259, le mariage du futur Jean II et de sa fiancée anglaise Béatrice d'Angleterre est célébré vers le mois de novembre à Saint-Denis.
En 1268 Jean Ier transmet le comté de Richmond à son fils et héritier. La mort en 1268 de son fils puîné Pierre, destiné à l'origine à prendre la tête du contingent breton, oblige le duc à participer en personne à la huitième croisade avec Saint Louis et son fils aîné Jean. Après la mort du roi de France devant Tunis le 25 août, Jean Ier rentre en Bretagne pendant que son fils Jean, comte de Richmond, et son beau-frère Édouard d'Angleterre avec un corps de croisés se rendent en Syrie et ne regagnent l'Europe que dans le premier semestre 1273,.  
Jusqu'à sa mort seize années plus tard Jean Ier se consacre à la bonne administration de son duché il rejoint avec 60 chevaliers l'ost royal lors de l'expédition menée contre le comte de Foix Roger-Bernard III de Foix par Philippe III de France en mai et juin 1272. Se jugeant sans doute trop âgé il laisse à son fils aîné et héritier Jean le soin de conduire les chevaliers bretons lors de la désastreuse croisade d'Aragon menée en 1285 par le roi de France.

### Accroissement du domaine ducal
Pendant son long règne Jean Ier poursuit une politique d'accroissement du domaine ducal par le biais d'acquisitions souvent liées à de longues et habiles procédures judiciaires. Il achète la forteresse de Brest à Hervé III de Léon dès mars 1240 puis entre 1265 et 1276 il acquiert d'Hervé IV, l'ensemble de ses droits et domaines dans l'ancienne vicomté de Léon : dès 1265 les douanes de Saint-Mathieu d'abord affermées pour 3 000 livres puis cédées en 1275, le 12 février 1274 le château du Conquet et enfin Plougonvelin, Plouarzel la châtellenie de Saint-Renan… Ce qui lui reste de son patrimoine le 26 octobre 1276 pour 7 210 livres dans un acte ratifié par sa sœur Anne, dame de Bodister, et son beau-frère Rolland de Dinan-Montafilant. Le duc, magnanime, offre finalement un « bon coursier » à « Hervé jadis viscomtes de Léon », totalement démuni, pour partir en pèlerinage en Terre sainte. Hervé de Léon sera également obligé de revendre sa monture au duc faute de moyens pour financer son voyage ! Sa fille et héritière Amé de Léon et son époux le vicomte de Tonquédec et de Coëtmen ratifient l'acquêt du comté de Léon fait par le duc le 7 juin 1298 mais obtiennent 3 000 livres en réparations,.
Jean Ier acquiert également Muzillac vers 1250, la vicomté de Gourin vers 1265. Pour son compte son fils Pierre de Bretagne acquiert à une date indéterminée la châtellenie d'Hédé. Enfin, à la suite d'un procès avec l'héritière Jeanne de La Roche-Derrien, il achète cette place pour 30 000 livres. Il confisque en 1272 pour dettes à Geoffroi de Lanvaux sa seigneurie et ses autres domaines avec la complicité du vicomte de Rohan.
En 1265 le duc achète pour 16 000 livres, à Alain II d'Avaugour, fils d'Henri Ier d'Avaugour, la seigneurie héritée de sa mère à Dinan et Léhon. Cette acquisition faite de nouveau par Pierre de Bretagne, prête nom de son père, est contestée par le vieux Henri au nom des droits de son petit-fils Henriot et donne lieu à un très long procès qui est porté jusqu'à la cour de Paris qui ne se termine seulement qu'en 1283.

### Relations avec l'Église
Comme son père, le duc de Bretagne entretient des relations difficiles avec le clergé séculier. Dès son couronnement il refuse de prêter le serment de respecter les libertés de l'Église et fixe autoritairement le niveau du « past nuptial » et du « tierçage ». En 1240 le siège épiscopal de Nantes étant vacant à la suite du transfert de l'évêque Robert (1236-1240), Jean Ier se met en possession de la régale, c'est-à-dire du temporel de l'évêché qu'il exploite de telle manière que le nouvel élu Galeran (1240-1263) se plaint, excommunie le duc et met le diocèse en interdit.
Jean Ier fait sa soumission en 1247 et obtient la levée des sanctions. Toutefois un autre problème survient quand Jean Ier refuse de reconnaître les censures édictées par Grégoire IX dans sa bulle de 1230 qui scellait la soumission de Pierre Mauclerc au prétexte qu'il n'y était pas nommé et qu'elles ne concernaient que son père. Malgré les injonctions du nouveau pape Innocent IV du 20 mai 1245 il est de nouveau excommunié par l'évêque en 1249 et ne fait sa soumission à Rome que le 7 avril 1256.
Néanmoins Jean Ier de Bretagne et son épouse Blanche de Navarre poursuivent la politique de leurs prédécesseurs vis-à-vis des implantations religieuses particulièrement cisterciennes. Jean Ier († 1286) est inhumé après sa mort en l'abbaye de Prières, fondée à sa demande et inaugurée pour des moines de l'abbaye de Buzay le 31 octobre 1252, malgré l'anathème qui frappait le duc à cette époque, en effet le duc de Bretagne, avait fait disparaître le Prieuré de Coëtlan devenu Prieuré Saint-Pabu, qui voulait englober les terres de ce prieuré dans celles de son château de Suscinio, aussi pour se racheter, il décide de fonder une nouvelle maison ; et Blanche († 1283) est inhumé dans l'abbaye de la Joie d'Hennebont, fondée par elle le 5 août 1275 pour des sœurs de l'abbaye Saint-Antoine-des-Champs de Paris et leur abbesse Sibille de Beaugé († 1320), cousine germaine de la duchesse.

### Union et descendance

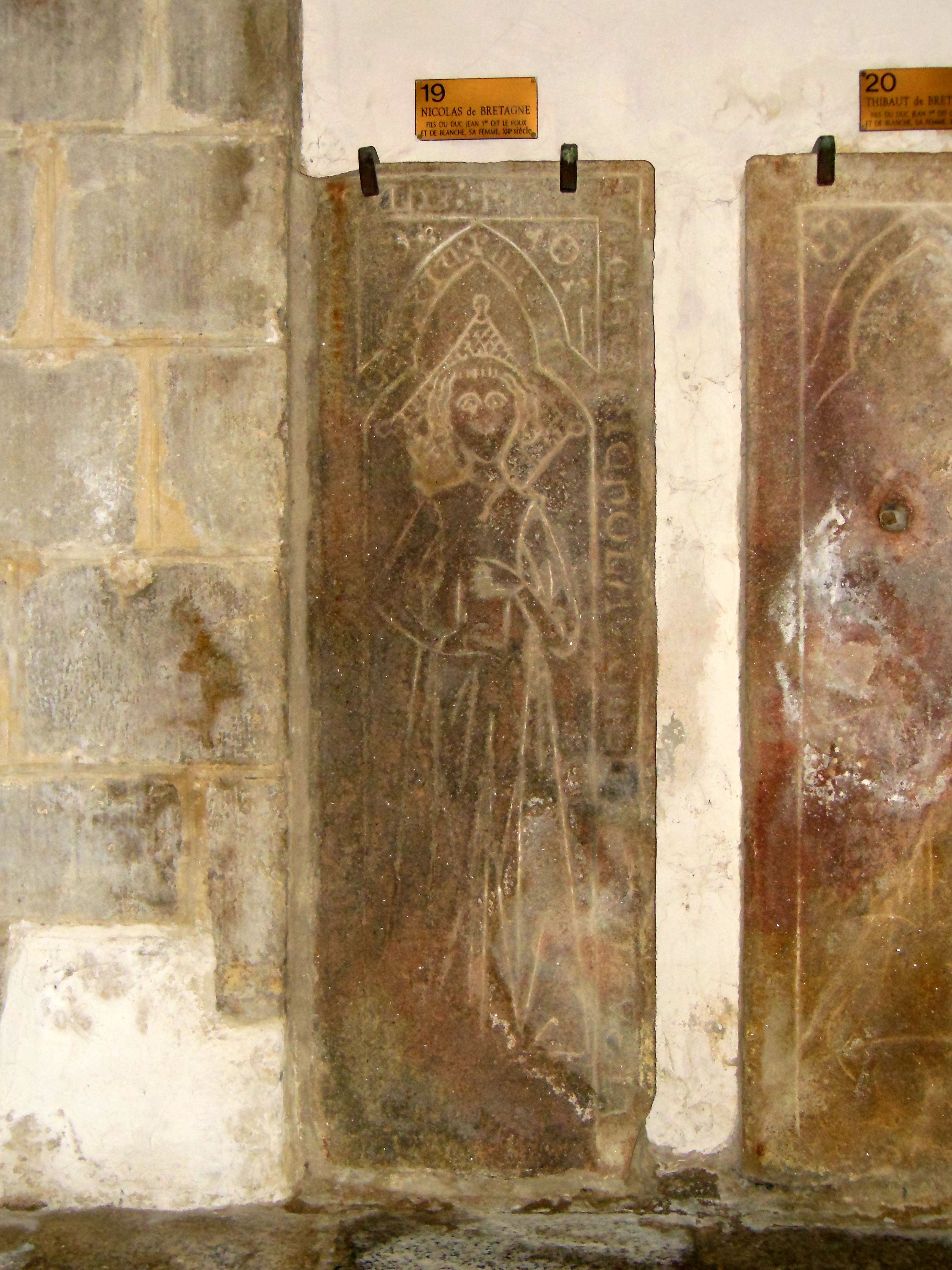
Pierre tombale de Nicolas de Bretagne.

En 1236, il épouse Blanche de Navarre (1226 – 1283), fille de Thibaut IV le Chansonnier, comte de Champagne et roi de Navarre, et d'Agnès de Beaujeu.
Ils auront huit enfants :
1. Jean II (1239 – 1305), duc de Bretagne. Son père lui transmit le titre de comte de Richmond en 1268 ;
2. Pierre[17] (2 avril 1241 – 19 octobre 1268), seigneur de Dinan, Hédé, Léon, Hennebont et la Roche-Derrien (cf. l'article Henri II d'Avaugour pour les fiefs liés à Dinan) ;
3. Alix de Bretagne (6 juin 1243 - 2 août 1288), mariée à Jean Ier de Blois-Châtillon, comte de Blois et de Chartres ;
4. Thibaut (23 juillet 1245 – 23 octobre 1246), inhumé dans l'église abbatiale Saint-Gildas de Rhuys ;
5. Thibaut (9 novembre 1247), mort jeune, inhumé dans l'église abbatiale Saint-Gildas de Rhuys ;
6. Aliénor (1248), morte jeune, inhumée dans l'église abbatiale Saint-Gildas de Rhuys ;
7. Nicolas (8 décembre 1249 – 14 août 1251), inhumé dans l'église abbatiale Saint-Gildas de Rhuys ;
8. Robert (6 mars 1251 – 4 février 1259), inhumé à l'église du couvent des Cordeliers de Nantes.

### Sépulture
À la mort du duc, son corps est déposé dans l'église de l'abbaye de Prières dans la commune de Billiers (Morbihan). En 1715, la construction d'une nouvelle église débute, le tombeau qui recueille les sépultures des duchesses de Bretagne : Isabelle de Castille (1283-1328), épouse de Jean III de Bretagne, et de Jeanne Holland, seconde épouse de Jean IV, est détruit. En 1726, les ossements d'Isabelle et ceux de Jean Ier, inhumé en 1286 dans l'abbaye qu'il fonda, sont placés dans un cercueil de pierre et déposés dans la nouvelle église. Après la révolution de 1789 et le départ des derniers moines, l'abbaye tombe en ruines. En 1841, les restes du sarcophage contenant les ossements de la duchesse et du duc sont retrouvés dans les décombres de l'abbatiale. En 1842, le nouvel acquéreur de la propriété transfert les ossements dans une chapelle reconstruite à partir d'une petite partie de l'abbatiale.